# Kunststoten

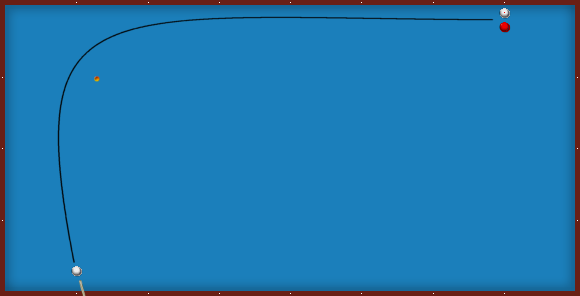
Een van de figuren bij het kunststoten

Kunststoten (ook wel artistiek biljart of billard artistique genoemd en op Eurosport vaak uitgezonden onder de naam trickshot) is een vorm van carambolebiljart waarbij de ballen op voorgeschreven en op het laken aangegeven posities worden geplaatst en de speelbal de aanspeelballen en banden ook op voorgeschreven wijze moet raken. De speelbal moet bijvoorbeeld over een aanspeelbal heen springen, een bocht (om een pion) maken, drie keer achter elkaar dezelfde band raken of over negen banden gaan. Dit spel is technisch moeilijk en wordt beoefend door een kleine groep liefhebbers.

## Spelregels
Het spel bestaat uit 100 figuren die ieder een aantal punten vertegenwoordigen. Hoe moeilijker het figuur, hoe hoger het aantal te behalen punten. Het maximale aantal punten per figuur is tien. De speler heeft drie kansen om het figuur correct uit te voeren. Het aantal punten is afhankelijk van de moeilijkheidsgraad van de stoot en staat vast. Het maakt niet uit of er in de eerste, tweede of derde poging wordt gescoord; de puntenwaarde voor het figuur blijft hetzelfde.

## Wedstrijdvormen
Een wedstrijd kan gaan om het aantal behaalde punten of het behaalde percentage maar kan ook in setvorm door twee spelers onderling worden gespeeld. Een partij in setvorm bestaat uit maximaal vijf sets, die gewonnen worden door het hoogste aantal punten te scoren. Soms is de afstand tussen het puntenaantal van de ene speler en van de andere speler zo groot, dat het niet meer in te halen is. In dit geval wordt de set al gestaakt voordat alle figuren zijn gespeeld.